# Françoise Dastur
Françoise Dastur est une philosophe, historienne de la philosophie et traductrice française, née le 17 avril 1942 à Lyon.

## Biographie
Issue d'un milieu modeste, elle s'ouvre à la philosophie grâce à son professeur de Terminale, Monique Dixsaut et, la même année, obtient un premier prix de philosophie au Concours général. Elle poursuit ses études de philosophie à la Sorbonne et à Nanterre, où elle suit l'enseignement de Paul Ricœur, puis à Fribourg pour assister aux cours de Werner Marx (de) (qui avait succédé à Heidegger) et d'Eugen Fink.
En 1969, elle est recrutée comme assistante à la Sorbonne, sans avoir passé de thèse d’État, puis elle est maître de conférences à Paris I jusqu'en 1995, avant d'être nommée professeur des universités à l'université Paris XII, qu'elle quitte en 1999 pour rejoindre l'université de Nice Sophia-Antipolis. Elle prend sa retraite en 2003, et reste rattachée aux Archives Husserl de Paris (ENS).
Son travail porte plus particulièrement sur la phénoménologie allemande et française, la Daseinsanalyse et l'interprétation de Hölderlin. Elle a publié de nombreux ouvrages et articles, notamment sur Edmund Husserl, Martin Heidegger, Maurice Merleau-Ponty, Jacques Derrida, Paul Ricœur, Hans Georg Gadamer.
En 2023, elle reçoit le Grand prix de Philosophie pour l'ensemble de son œuvre. 

## Publications principales
- Heidegger et la question du temps, PUF, « Philosophies », no 26, Paris, 1990 ; troisième édition, 1999.
- Hölderlin tragédie et modernité, Éditions « encre marine », Fogère, La Versanne,1992,  (ISBN 2-909422-01-1).
- Dire le temps. Esquisse d’une chrono-logie phénoménologique, encre marine, Fogère, La Versanne, 1994, deuxième édition (encre marine, Livre de poche), 2002.
- La Mort. Essai sur la finitude, Hatier, Paris, 1994 (réédité en 2007 aux PUF dans la collection « Épiméthée »)
- Husserl, Des mathématiques à l’histoire, PUF, collection « Philosophies », no 60, Paris, 1995, deuxième édition, 1999.
- Hölderlin. Le retournement natal, encre marine, Fogère, La Versanne, 1997.
- Comment vivre avec la mort ?, Éditions Pleins feux, Nantes, 1998.
- Chair et langage. Essais sur Merleau-Ponty, encre marine, Fogère, La Versanne, 2001.
- Heidegger et la question anthropologique, Peeters, Leuven, 2003.
- Philosophie et Différence, Éditions de La Transparence, 2004.
- La phénoménologie en questions : Langage, altérité, temporalité, finitude, Vrin, Paris, 2004.
- À la naissance des choses : Art, poésie et philosophie, encre marine, Fogère, La Versanne, 2005.
- Comment affronter la mort ?, Bayard, Paris, 2005.
- Heidegger. La question du logos, Vrin, Paris, 2007.
- Daseinsanalyse (avec Ph. Cabestan), Vrin, Paris, 2011.
- Heidegger et la pensée à venir, Vrin, Paris, 2011.
- Penser ce qui advient, coll. "les Dialogues des petits Platons", Les petits Platons, Paris, 2015.
- Leçons sur la genèse de la pensée dialectique. Schelling, Hölderlin, Hegel, Ellipses, Paris, 2016.
- Figures du néant et de la négation entre orient et occident, encre marine, Les Belles Lettres, Paris, 2018.
- Comment affronter la mort ?, éditions Entremises, Toulouse, 2021.

## Traductions
- Friedrich Nietzsche, Introduction aux cours sur l'Œdipe-Roi de Sophocle (été 1870) ; Introduction à l’étude de la philologie classique (cours de l’été 1871) (avec Michel Haar), Encre Marine, Fougères, La Versanne, 1994.
- Eugen Fink, Autres rédactions des "Méditations cartésiennes" (avec A. Montavont), J. Millon, Grenoble, 1998.
- Edmund Husserl, Psychologie phénoménologique (avec Ph. Cabestan, N. Depraz, A. Mazzu), Vrin, Paris, 2001.
- Ludwig Wittgenstein, Recherches philosophiques (avec Maurice Elie), Gallimard, Paris, 2005.
- Medard Boss, Psychanalyse et analytique du Dasein (avec Ph. Cabestan), Vrin, Paris, 2008.

## Articles et contributions
- Voir sa bibliographie complète sur le site de l'ENS.